# Robert Triffin
Robert Triffin (5 de octubre de 1911, Flobecq, Bélgica - 23 de febrero de 1993, Ostend, Bélgica), fue un economista belga, aunque pasó gran parte de su vida trabajando en Estados Unidos. Es reconocido fundamentalmente por su trabajo en diversas instituciones internacionales en temas de política monetaria. Participó también en la reforma monetaria de numerosos países de Latinoamérica.
Entre sus principales obras destacan Competencia monopolística y teoría del equilibrio general (1940), El oro y la crisis del dólar: el futuro de la convertibilidad (1960), donde alertó sobre el colapso del sistema monetario fijado en los Acuerdos de Bretton Woods que se produjo 10 años después, y Evolución del sistema monetario internacional (1964).

Triffin adoptó la ciudadanía norteamericana en 1942. En 1977, retomó la nacionalidad belga y volvió a residir en Europa, donde se convirtió en un entusiasta de la integración europa y ayudó a desarrollar el Sistema monetario europeo y apoyó la idea de creación de un banco central europeo. 

## Dilema de Triffin
En 1968, Triffin denunció una imperfección del modelo monetario internacional de Bretton-Woods, que se conoce con el nombre de Dilema de Triffin. Una economía (en su caso la estadounidense) no puede crear liquidez internacional si no es mediante el endeudamiento con otros países, es decir, creando y manteniendo un déficit en la balanza de pagos comprando bienes, servicios e inversiones en el extranjero y con gasto militar para asegurar las posesiones en el extranjero y mantener la influencia sobre los territorios ocupados.